# Interrobang
Il punto esclarrogativo (‽), in inglese interrobang, è un raro carattere tipografico; graficamente, rappresenta l'unione di due simboli, il punto interrogativo e il punto esclamativo, sovrapposti e con il punto in comune. Nella lettura, tale punto equivale a una pausa della lunghezza di un punto fermo, cui si aggiungono le intonazioni tipiche della domanda e della sorpresa.
Il nome inglese interrobang è una parola macedonia, il cui etimo è da ricercare nelle espressioni interrogative point ("punto interrogativo") e bang ("punto esclamativo" nel gergo dei tipografi e programmatori anglosassoni).
La codifica Unicode per questo simbolo è U+203D, mentre la sua versione capovolta (⸘), da usare in lingue come lo spagnolo, ha codice U+2E18. Diversamente dal punto esclarrogativo normale, quello capovolto è disponibile digitalmente solo dal 2008, ossia da quando è stata pubblicata la versione Unicode 5.1.0. Esistono anche le forme sempre a singolo carattere ma non sovrapposte: U+2048 ⁈ (punto di domanda esclamativo) e U+2049 ⁉ (punto esclamativo di domanda).

## Storia e uso
Questo carattere fu inventato nel 1962 da Martin K. Speckter, presidente della Martin K. Speckter Associates Inc., un'azienda pubblicitaria newyorkese che sperava di attirare meglio l'attenzione della gente con un nuovo segno di punteggiatura. Dopo averne proposto l'utilizzo su una rivista, egli ricevette diversi consigli per il nome del nuovo simbolo: il preferito fu interrobang, un'unione della parola latina interrogatio (cioè domanda) e dell'inglese bang (cioè punto esclamativo).
Questo segno di interpunzione (‽) si è presentato come alternativa alle scritture !? e ?!, che erano state usate fino alla sua invenzione per ottenere lo stesso effetto: dare la stessa idea di sorpresa, stupore o incredulità; talvolta se ne usavano anche più coppie in sequenza, per accentuare le idee che ciascuna di esse comunicava. In realtà, malgrado il fatto che sia stato inventato anche il relativo carattere Unicode (il cui codice è U+203D), il punto esclarrogativo è usato molto di rado: gli si preferiscono le scritture precedenti, che possono essere realizzate con caratteri presenti su una comune tastiera, senza richiedere l'inserimento di codici o simboli non-ASCII.
Nonostante questo, le due scritture precedenti possono talvolta dare alla frase significati ambigui che il carattere di Speckter non darebbe. Ad esempio, la frase Perché proprio il 5!? si potrebbe interpretare sia come una domanda sorpresa sul 5, sia come una semplice questione sul 5! (cinque fattoriale); con l'uso del punto esclarrogativo, invece, non ci sarebbero malintesi.

## In spagnolo
In spagnolo è d'uso far precedere le esclamazioni e le domande da punti esclamativi e interrogativi capovolti: due esempi sono ¡Qué día bonito! (Che bella giornata!) e ¿Qué hora es? (Che ore sono?). Prima dell'invenzione del punto esclarrogativo si adoperava lo stratagemma di mettere il punto esclamativo capovolto all'inizio e l'interrogativo dritto alla fine della frase o viceversa (a seconda dell'enfasi da dare alla frase), come mostrato dagli esempi sottostanti:
¡Quién te has creído que eres? = ¿Quién te has creído que eres! = Chi credi di essere‽
La prima forma accentua l'idea di domanda, mentre la seconda quella di esclamazione.
Con il punto esclarrogativo è possibile scrivere la frase nella forma: ⸘Quién te has creído que eres‽ = Chi credi di essere‽
In inglese, il punto esclarrogativo capovolto può essere trovato anche sotto il nome di gnaborretni, ovvero interrobang scritto al contrario.

## Nella cultura di massa
- Interrabang – film diretto da Giuliano Biagetti (1969)
- Interbang!? – serie TV del 1984